# گراینگر هاینس
گراینگر هاینس (به انگلیسی: Grainger Hines) (زاده ۱۹۴۹) بازیگر آمریکایی است.

## بخشی از فیلمشناسی
از فیلم‌های معروف او می‌توان به بازی در آثار زیر اشاره کرد.
- خون حقیقی
- بوستون لیگال
- جراحی پلاستیک
- سی‌اس‌آی: میامی
- گرگ آسمان
- پیشتازان فضا: نسل بعدی
- جهنم متحرک
- لینکلن
- پروتکل
- خانواده فانگ